# Sós Károly
Sós Károly, eredeti nevén Stróbl (Budapest, 1909. április 5. – Budapest, 1991. augusztus 3.) labdarúgó, edző, a magyar labdarúgó-válogatott szövetségi kapitánya, sportvezető.

## Pályafutása

### Játékosként
1924-ben az Ékszerészek csapatában lett igazolt labdarúgó. 1925 és 1927 a Ferencvárosi TC ifjúsági és amatőr csapatának a tagja volt. 1927 és 1929 között a Vasas színeiben vált élvonalbeli labdarúgóvá. 1929-től három idényen át a Nemzeti SC, majd 1932-től egy idényen át a miskolci Attila FC játékosa volt. 1933 és 1938 között külföldön játszott. Először Franciaországban, az FC Saint-Malo és az Olympique Ales csapatában szerepelt. Ezután Svájcban, az FC Bern együttesében, majd Csehszlovákiában, Besztercebányán játszott. Ezt követően hazatért és a Budafok FC játékosa lett. A csapat a következő idényben fuzionált, és neve Gamma FC lett. 1940-ig szerepelt a csapatban, de 1939-től már játékosedző is volt.

### Edzőként
A Gamma FC-nél 1944-ig dolgozott edzőként, majd kis salgótarjáni kitérő után a Szombathelyi Haladás vezetőedzője lett, közben 1948-ban egy rövid ideig az Újpesti TE edzője volt. Ezt követően visszatért Szombathelyre, ahol 1950-ig dolgozott. 1950-51-ben Salgótarjánban, 1952-ben Dorogon volt edző. 1953 és 1956 között az akkor Budapesti Kinizsinek hívott Ferencváros vezetőedzője volt.
1956-ban a válogatott pályaedzője, majd 1957-ben Baróti Lajossal és Lakat Károllyal a válogató bizottság tagja volt. Négy mérkőzésen keresztül hárman dolgoztak együtt mint szövetségi kapitányok, végül Baróti Lajos kapott bizalmat.
1957 és 1960 között a Bp. Honvéd vezetőedzője volt, majd elvállalta az NDK szövetségi kapitányi posztját. Legnagyobb edzői sikerét itt érte el: a tokiói olimpián a bronzérmes lett a csapattal.
1968-ban hazatért, és Illovszky Rudolf után elvállalta a szövetségi kapitányi munkát. Feladata az volt, hogy a csapat sikeresen kiharcolja a továbbjutást a mexikói labdarúgó-világbajnokságra. A magyar válogatott egyenlő pontszámmal végzett csoportjában Csehszlovákiával, így harmadik mérkőzés döntött a továbbjutásról. A meccset 1969. december 3-án Marseille-ben rendezték meg. A magyar csapat 4-1-es vereséget szenvedett, és története során először nem kvalifikálta magát a világbajnokságra. Sós megbízatása ezzel véget ért. Ennek a mérkőzésnek a tudósításából vált máig ismertté Szepesi György mondata: „Jönnek a csehszlovák, jönnek a csehszlovákok!”

### Sportvezetőként
Az MLSZ elnökségének, illetve 1979 és 1991 között az MLSZ Tanácsadó Testületének a tagja volt.

## Sikerei, díjai

### Edzőként
NDK
- Olimpiai játékok
  - bronzérmes: 1964, Tokió
- Sport Érdemérem ezüst fokozat (1955)[3]
- Mesteredző (1961)

## Statisztika

### Mérkőzései a Válogató Bizottság tagjaként
| Magyarország | Magyarország         | Magyarország            | Magyarország | Magyarország | Magyarország  | Magyarország | Magyarország | Magyarország |
| #            | Dátum                | Helyszín                | Hazai        | Eredmény     | Vendég        | Kiírás       | Gólok        | Esemény      |
| ------------ | -------------------- | ----------------------- | ------------ | ------------ | ------------- | ------------ | ------------ | ------------ |
| 1.           | 1957. szeptember 15. | Szófia, Levszki-stadion | Bulgária     | 1 – 2        | Magyarország  | vb-selejtező | -            |              |
| 2.           | 1957. szeptember 23. | Budapest, Népstadion    | Magyarország | 1 – 2        | Szovjetunió   | barátságos   | -            |              |
| 3.           | 1957. október 6.     | Budapest, Népstadion    | Magyarország | 2 – 0        | Franciaország | barátságos   | -            |              |
| 4.           | 1957. november 10.   | Budapest, Népstadion    | Magyarország | 5 – 0        | Norvégia      | vb-selejtező | -            |              |
|              | Összesen             |                         |              | -            | mérkőzés      |              | -            | gól          |

### Mérkőzései a szövetségi kapitányként
| Magyarország | Magyarország         | Magyarország                     | Magyarország  | Magyarország | Magyarország  | Magyarország | Magyarország | Magyarország |
| #            | Dátum                | Helyszín                         | Hazai         | Eredmény     | Vendég        | Kiírás       | Gólok        | Esemény      |
| ------------ | -------------------- | -------------------------------- | ------------- | ------------ | ------------- | ------------ | ------------ | ------------ |
| 1.           | 1968. május 4.       | Budapest, Népstadion             | Magyarország  | 2 – 0        | Szovjetunió   | Eb-selejtező | -            |              |
| 2.           | 1968. május 11.      | Moszkva, Lenin-stadion           | Szovjetunió   | 3 – 0        | Magyarország  | Eb-selejtező | -            |              |
| 3.           | 1969. május 25.      | Budapest, Népstadion             | Magyarország  | 2 – 0        | Csehszlovákia | vb-selejtező | -            |              |
| 4.           | 1969. június 8.      | Dublin, Lansdowne Road           | Írország      | 1 – 2        | Magyarország  | vb-selejtező | -            |              |
| 5.           | 1969. június 15.     | Koppenhága, Idrætspark           | Dánia         | 3 – 2        | Magyarország  | vb-selejtező | -            |              |
| 6.           | 1969. szeptember 14. | Prága, Stadion Letná             | Csehszlovákia | 3 – 3        | Magyarország  | vb-selejtező | -            |              |
| 7.           | 1969. szeptember 24. | Stockholm, Råsunda Stadion       | Svédország    | 2 – 0        | Magyarország  | barátságos   | -            |              |
| 8.           | 1969. október 22.    | Budapest, Népstadion             | Magyarország  | 3 – 0        | Dánia         | vb-selejtező | -            |              |
| 9.           | 1969. november 5.    | Budapest, Népstadion             | Magyarország  | 4 – 0        | Írország      | vb-selejtező | -            |              |
| 10.          | 1969. december 3.    | Marseille, Stade Vélodrome (FRA) | Csehszlovákia | 4 – 1        | Magyarország  | vb-selejtező | -            |              |
|              | Összesen             |                                  |               | -            | mérkőzés      |              | -            | gól          |